# Closterus popei
Closterus popei là một loài bọ cánh cứng trong họ Cerambycidae.